# Đội đặc nhiệm số 38
Đội đặc nhiệm số 38 (Hangul: 38사기동대; RR: 38 Sagidongdae) là một bộ phim truyền hình Hàn Quốc với sự tham gia của Ma Dong-seok, Seo In-guk và Choi Soo-young. Phát sóng thay thế Thám tử Ma cà rồng và trên kênh truyền hình cáp OCN vào ngày thứ sáu và thứ bảy lúc 23:00 (KST) gồm 16 tập từ ngày 17 tháng 6 năm 2016 đến ngày 6 tháng 8 năm 2016.
Đến tháng 8 năm 2016, đây là drama có rating cao nhất lịch sử phim truyền hình sản xuất bởi OCN.